# 皮帕克格拉德斯通
皮帕克格拉德斯通（英語：Peapack-Gladstone，也被寫作）是美国新泽西州萨默塞特縣的一个自治市镇。 

## 人口統計
截至2010年人口普查，自治市人口为2582人，与2000年人口普查计算的2433人相比增加了149人（+ 6.1％），而人口普查则从1990年的2111人增加了322人（+ 15.3％）。 截至 2020 年美國人口普查，該自治市的人口為 2,558 人， 比 2010 年人口普查人口 2,582 人減少了 24 人 (−0.9%)，則增加了 149 人 (+ 6.1 %）相對2000 年人口普查的2,433 人。  跟较大的纽约-纽瓦克-布里奇波特，纽约-新泽西州-康涅狄格-宾夕法尼亚联合统计区一样，它也是纽约大都市区的一部分。

## 歷史
1912 年3 月28 日，新澤西州立法機關通過一項法案，皮帕克-格拉德斯通從貝德明斯特的部分地區合併為一個行政區，具體取決於1912 年4 月23 日舉行的全民公投的結果。